# Senyumia
Senyumia,  rod gesnerijevki iz podtribusa Loxocarpinae, dio tribusa Trichosporeae Sastoji se od dvije vrste sa Malajskog poluotoka.. 
Rod je opisan u Beitrage zur Biologie der Pflanzen 70(2–3): 400. 1997[1998]. 

## Etimologija
Ime se odnosi na lokalitet jedine vrste, Gunung Senyum, na malajskom poluotoku.

## Opis
Članovi roda Senyumia su male višegodišnje zeljaste biljke. Stabljika je polegla, pomalo drvenasta, vunasto dlakava. Listovi nasuprotni, čupavi, peteljka prilično kratka, lamina tankomembranozna, široko lancetasta do jajasta, rub grubo nazubljen, zupci tupi, s obje strane dugo dlakavi. Cime s tankom peteljkom i nekoliko parova cvjetova u dihazijskom rasporedu. Cvjetovi resupiniraju. Čašičnih listića 5, linearno lancetastih, slobodnih do baze. Vjenčić čisto bijel, režnjevi savijeni. Prašnika 2, s kratkim nitima i velikim, žutim, povezanim prašnicima. Nektarija nema. Ovarij jajolik. Čahura spiralno uvijena, otvara se dorzalno i ventralno. Sjemenke s mrežastim sjemenkama. Broj kromosoma: 2n = 18.
Senyumia minutiflora raste na stijenama u vlažnim vapnenačkim špiljama. Senyumia granitica Kiew, druga je vrsta roda. Od S. minutiflora razlikuje se ne samo po staništu, već i po kraćim listovima, većim, neresupiniranim ili samo djelomično resupiniranim cvjetovima i sitnijim sjemenkama. Poznata je po maloj, fragmentiranoj populaciji s niskog brda. Stoga je prema kategorijama i kriterijima Crvenog popisa IUCN-a ocijenjen kao kritično ugrožen.

## Vrste
1. Senyumia granitica Kiew; otkriverna 2019.
2. Senyumia minutiflora (Ridl.) Kiew, A.Weber & B.L.Burtt